# Škoda Scala
Der Škoda Scala ist ein fünftüriges Pkw-Modell der Kompaktklasse des tschechischen Herstellers Škoda Auto. Er folgt auf den seit 2012 angebotenen Škoda Rapid Spaceback und kam am 18. Mai 2019 in den Handel.
Er wird im Škoda-Stammwerk Mladá Boleslav in Tschechien produziert.
Der Name kommt aus dem Lateinischen und bedeutet „Leiter“ oder „Treppe“.
Anders als das Vorgängermodell wird er nicht mehr als Fließhecklimousine angeboten.

## Modellgeschichte
Beim Vorgängermodell Rapid monierten Journalisten der Motorpresse den im Vergleich zum VW Golf VII und anderen Kompaktklassemodellen schmalen Fahrgastraum, die weniger komfortable Federung und die schlechtere Verarbeitung. Das lag nicht zuletzt an der Verwendung von Bauteilen und einer Plattform aus der Kleinwagenklasse. Der Scala ist 107 mm länger als der VW Golf VII und hat rund 10 mm mehr Radstand. Beide sind fast gleich breit. Insgesamt ist der Scala deutlich geräumiger als der Rapid. Die Heckklappe ist (wie schon beim Rapid) mit nach unten verlängerter Glasscheibe erhältlich. Leitende Designer waren Jozef Kabaň und Oliver Stefani.

### Designstudie Vision RS
Škoda stellte im Oktober 2018 auf dem Pariser Autosalon die Studie Škoda Vision RS vor. Diese Studie ist etwa 4,36 m lang und hat einen vorne eingebauten Motor (1.5 TSI mit 150 PS). Vor den Hinterrädern sind für den Hybridantrieb 13-kWh-Batterien für den Elektromotor mit 75 kW (102 PS) installiert. Die Kraftübertragung übernimmt ein Doppelkupplungsgetriebe (DQ400e). Die angegebene Höchstgeschwindigkeit liegt bei 210 km/h. Die rein elektrische Reichweite soll bei 70 km liegen. Als Show Car hatte das Fahrzeug in Paris illuminierte Kühlergrillstreben. Am Heck war ein rotes Leuchtenband in der Heckschürze eingebettet. Auf das bislang übliche, runde Logo auf dem Heck wurde verzichtet, stattdessen war auf dem unteren Teil der Heckscheibe horizontal der Markenname ŠKODA in Buchstaben angebracht.
Innen wurden anlässlich des 100-jährigen Jubiläums der Tschechoslowakei Nähte und Fähnchen in den Nationalfarben Blau, Weiß und Rot eingearbeitet. Die Anzeigeinstrumente waren vollständig digital, analoge Rundinstrumente wurden nicht verwendet. Die Klimaanlage wird wie im Audi A6 C8 über einen Touchscreen gesteuert.

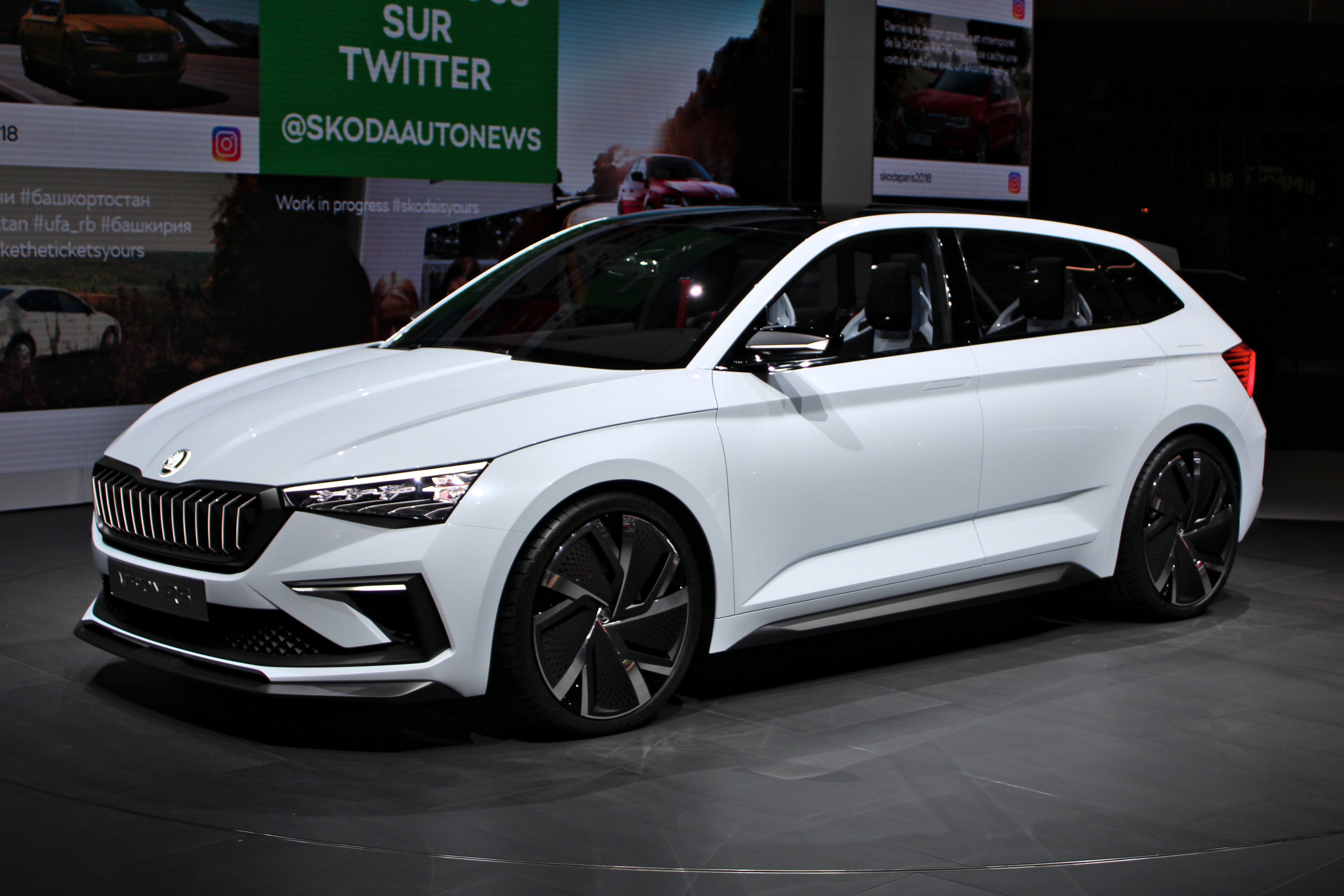
Designstudie Škoda Vision RS, Pariser Autosalon 2018
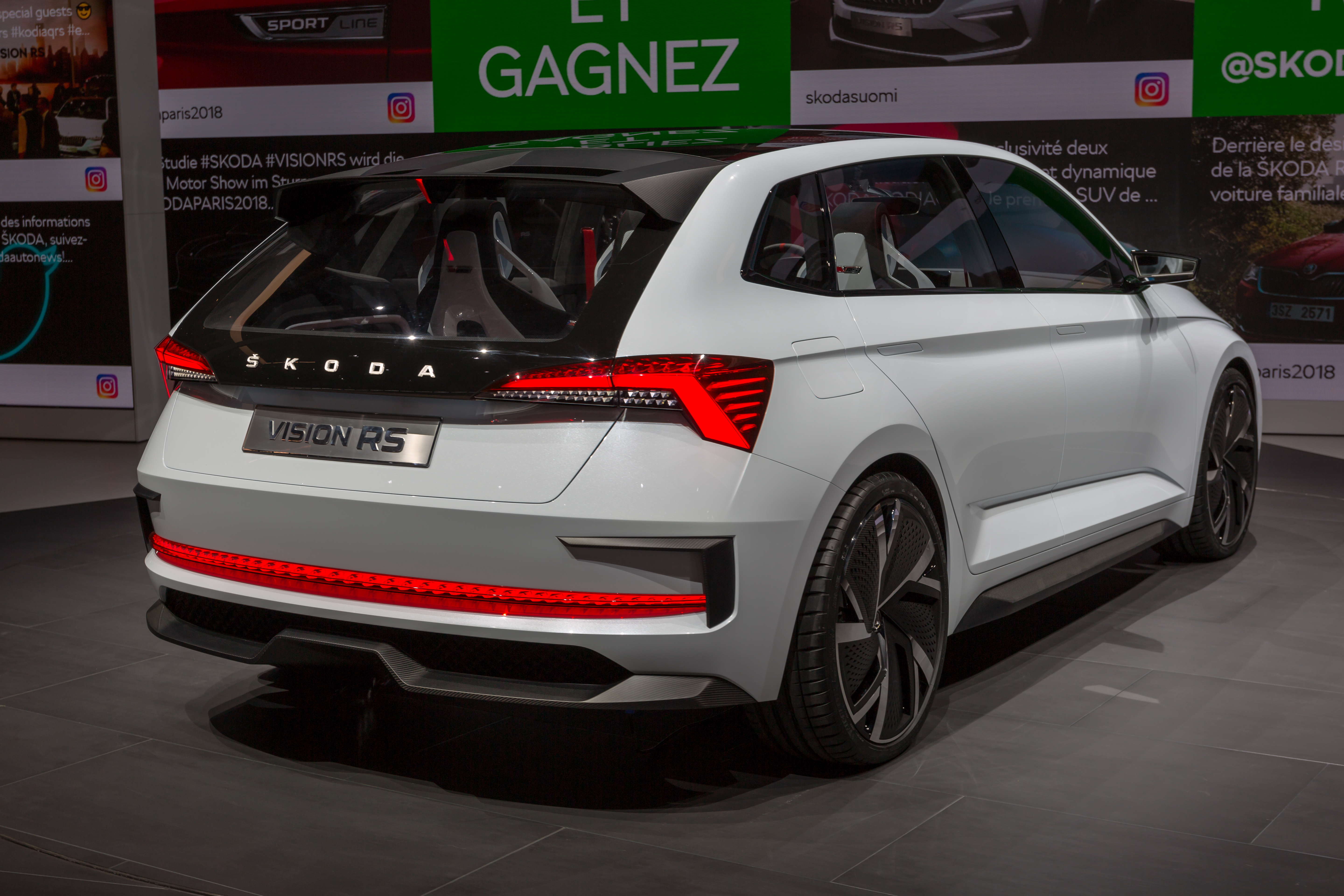
Heck der Designstudie Škoda Vision RS

### Vorstellung des Serienfahrzeugs
Nachdem Journalisten über historische Škoda-Modellnamen wie Felicia, Garde, Spaceback oder Popular spekuliert hatten, teilte Škoda am 15. Oktober 2018 mit, dass der Nachfolger des Rapid Scala heißen wird.
Journalisten der Motorpresse durften mit seriennahen, maskierten Fahrzeugen im Böhmischen Paradies erste Probefahrten unternehmen. Im Rahmen des Marketings wurde das Fahrzeug Ende November von dem tschechischen Streetart-Künstler Chemis in bunter Camouflage-Optik vor der Prager John-Lennon-Mauer dekoriert und vorgestellt. Der Scala wurde damit als ein Kunstobjekt im öffentlichen Raum inszeniert. Vor der Vorstellung des Serienmodells im israelischen Tel Aviv-Jaffa am 6. Dezember 2018 veröffentlichte Škoda Aufnahmen des Innenraums.

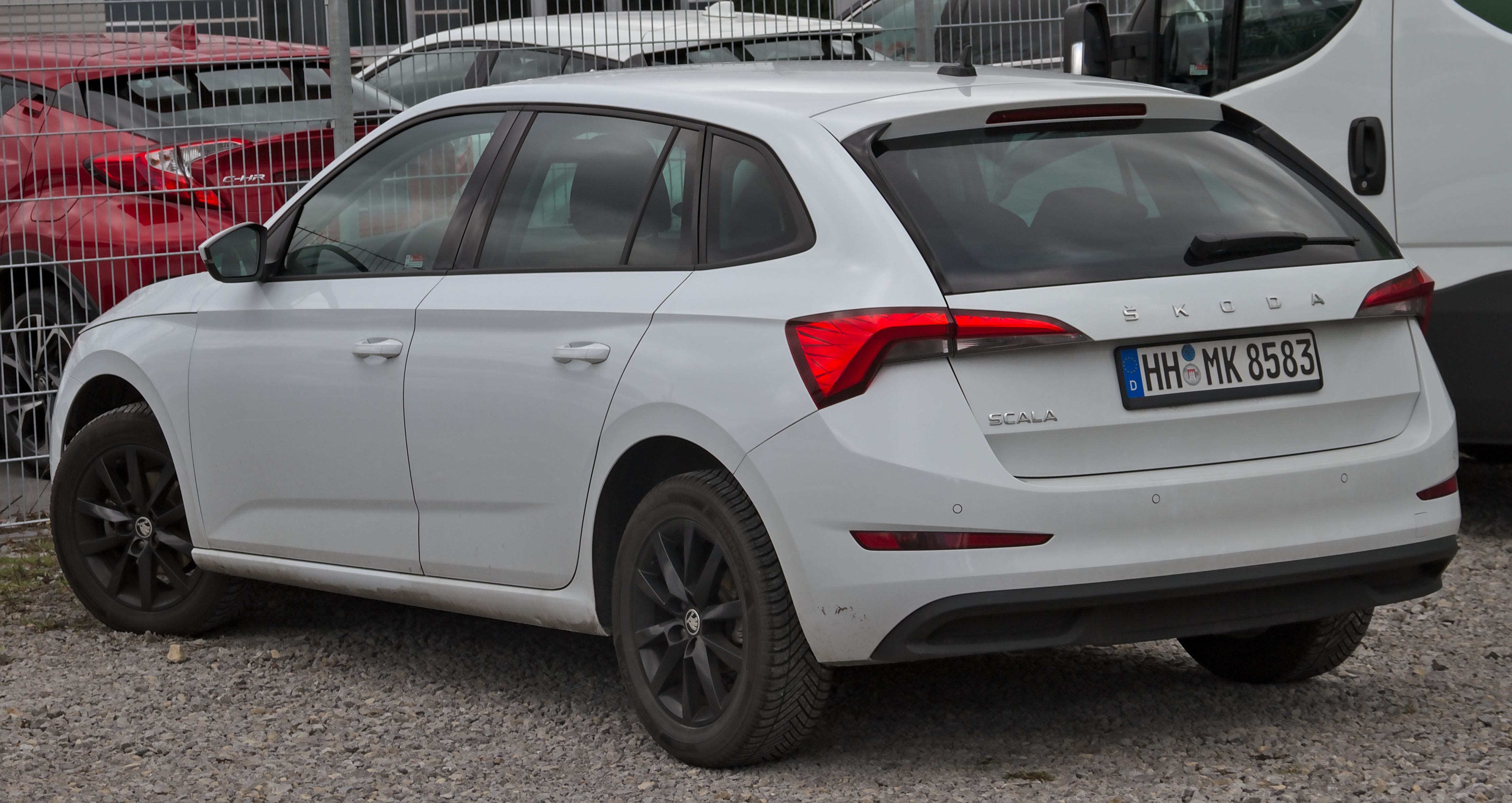
Heckansicht
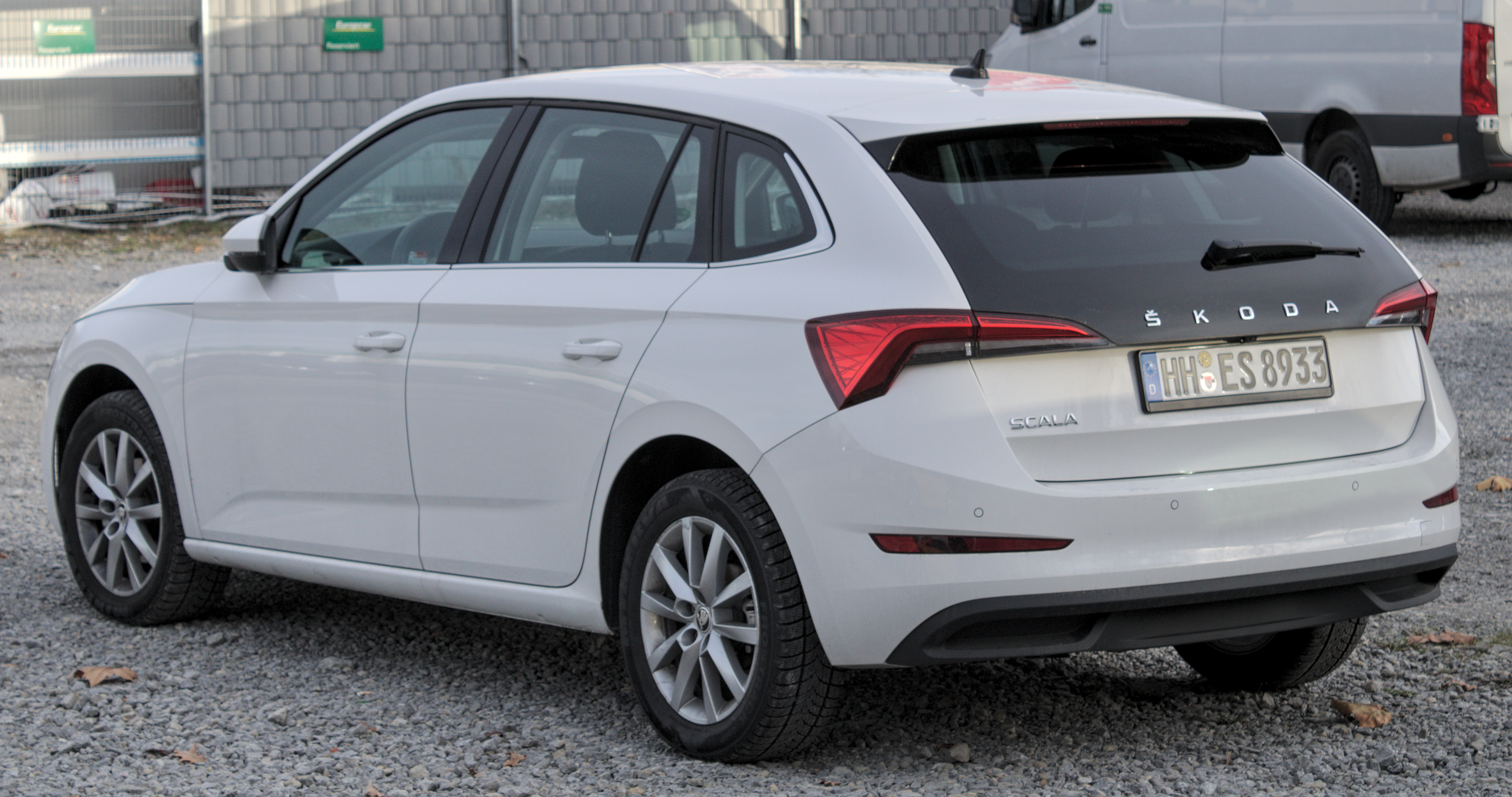
Heckansicht Scala mit verlängerter Heckscheibe

### Modellpflege
Eine überarbeitete Version des Scala präsentierte Škoda am 1. August 2023. Es umfasst insbesondere technische Updates im Innenraum und Veränderungen an Grill, Stoßfänger und Lufteinlässen in der Front.
Der Einliter-Dreizylinder-Motor wurde überarbeitet. Es gibt ihn mit 95 oder 115 (statt zuvor 110) PS. Der 1,5-Liter-Vierzylinder TSI (150 PS) war bereits früher überarbeitet worden. Den 115-PS-Motor und den 150-PS-Motor gibt es wahlweise mit 6-Gang-Schaltgetriebe oder mit Siebengang-Doppelkupplungsgetriebe.

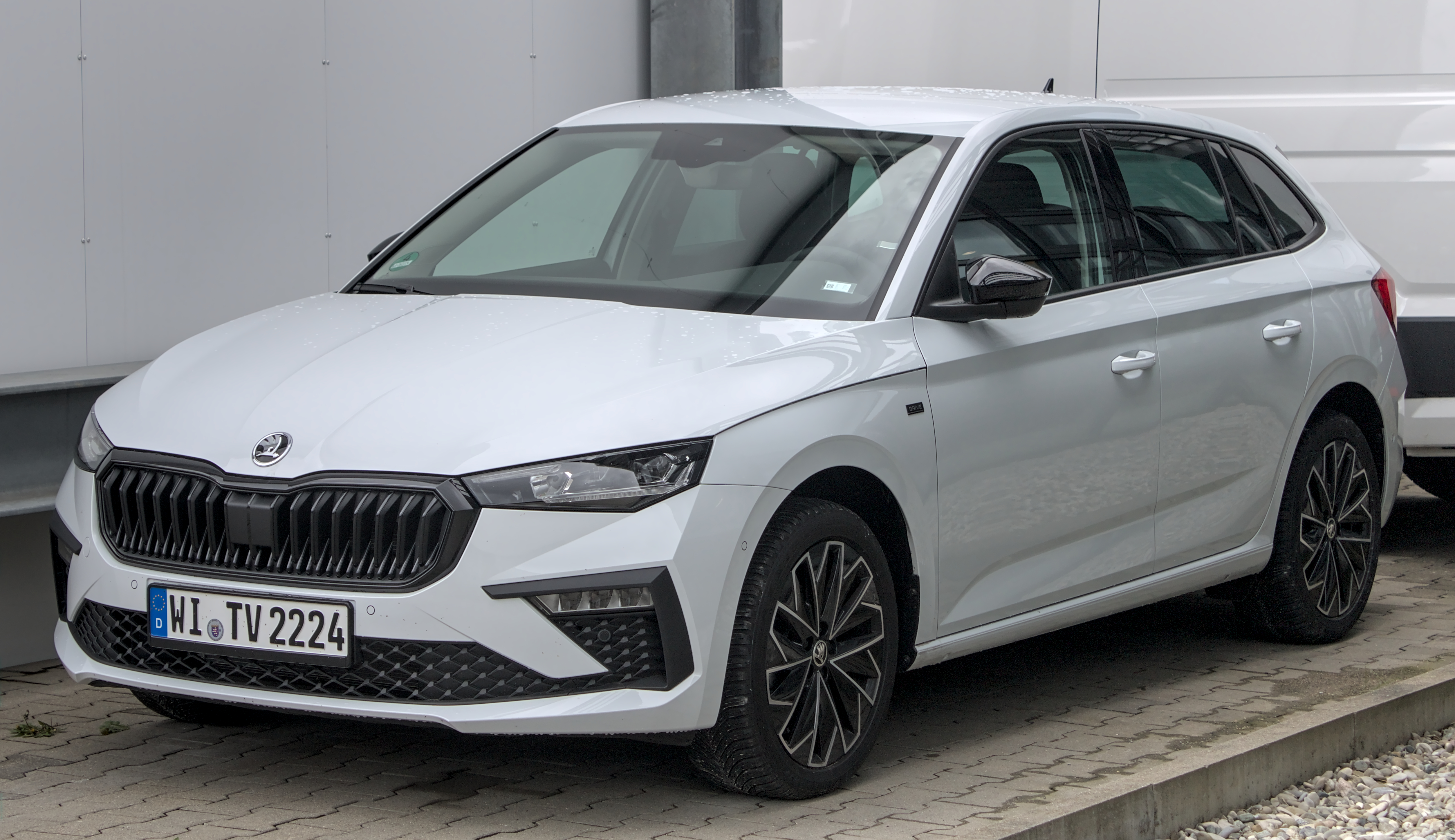
Škoda Scala (seit 2023)
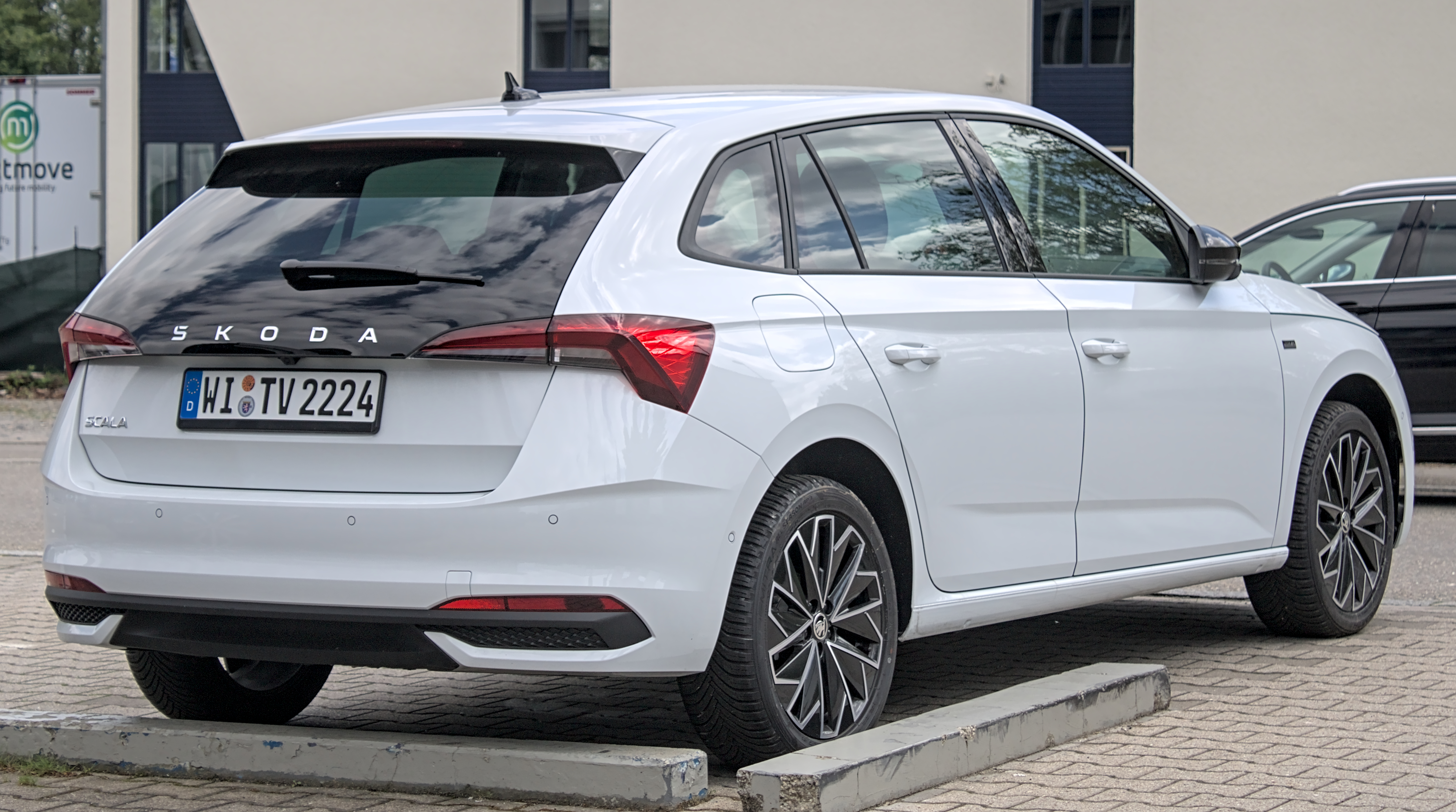
Heckansicht

## Beschreibung und Ausstattung

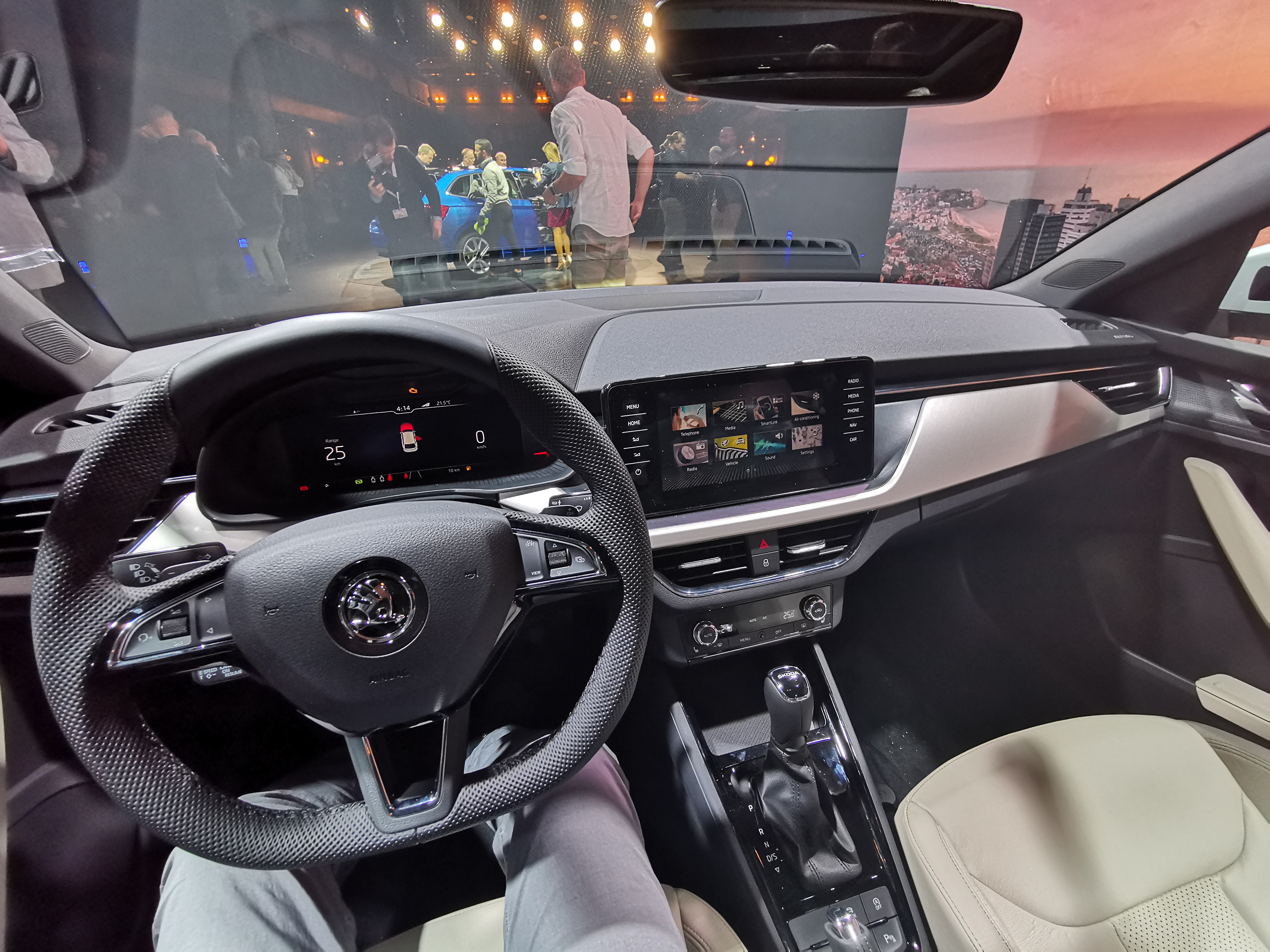
Innenraum

Den Skoda Scala gibt es in folgenden Varianten:
- Active
- Cool Plus
- Ambition
- Clever
- Style
- Monte Carlo

Für den Scala sind folgende Assistenzsysteme verfügbar:
- Spurwechselassistent (Side Assist, Erkennen herannahender Fahrzeuge in bis zu 70 Meter Entfernung[2])
- Abstandsregeltempomat (ACC)
- Spurhalteassistent (Lane Assist)
- Notbremsassistent (Front Assist)
- Fernlichtassistent
- Selbstlenkende Ein- und Ausparkhilfe (Park Assist)

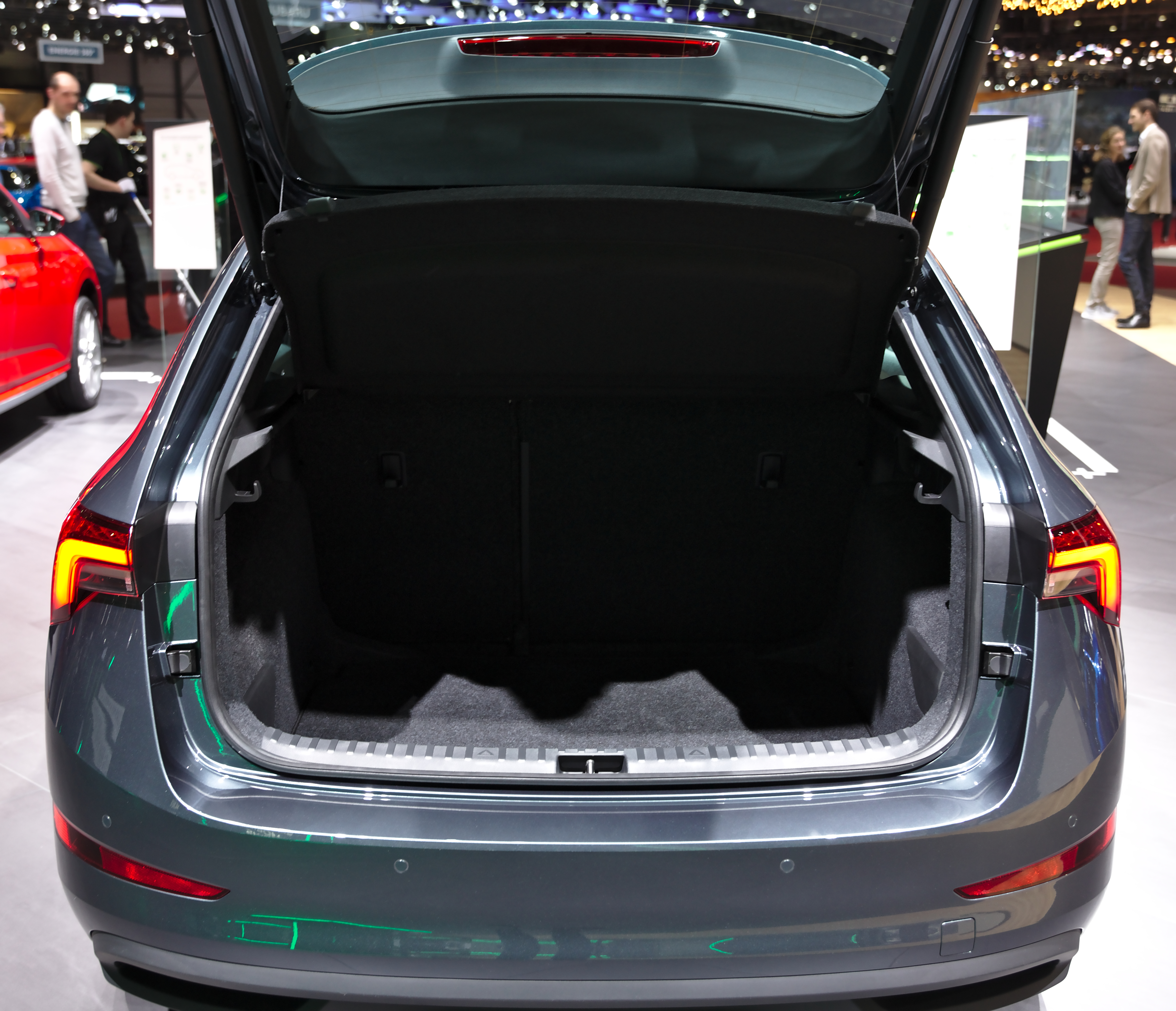
Kofferraum

Serienmäßig in allen Modellvarianten ist das Elektronische Stabilitätsprogramm (ESP). Der Kofferraum fasst 467 Liter, bei umgelegten Rücksitzen sind es 1410 Liter. Für das Fahrzeug ist ein gläsernes Panoramadach erhältlich. Als erstes Fahrzeug seiner Klasse ist der Scala mit einer elektrisch betätigbaren Heckklappe lieferbar. Scheinwerfer und Rückleuchten sind wahlweise vollständig mit Leuchtdioden ausgerüstet; dann ist auch ein dynamischer Blinker eingebaut. Ein Detail ist ein im Nachfüllstutzen für das Wischwasser integrierter, ausklappbarer Trichter.
Der als Sonderausstattung erhältliche digitale Tacho (Virtual Cockpit) mit unterschiedlichen Funktionen und fünf Darstellungsformen hat eine Größe von 10,25 Zoll. Der zentrale Touchscreen des Infotainmentsystems kann bis zu 9,2 Zoll groß sein, alternativ gibt es das System mit 6,5 oder 8 Zoll. Android Auto und Apple Car Play ist serienmäßig vorhanden. Mit Škoda Connect ist der Scala serienmäßig mit dem Internet und weiteren Onlinediensten per LTE verbunden. Over-the-Air-Updates sind möglich.

## Außenlackierungen
Für den Scala sind folgende Lackierungen verfügbar:
| Candy-Weiß                | Stahl-Grau             | Energy-Blau         | Corrida-Rot        |                             |
| Brilliant-Silber Metallic | Quarz-Grau Metallic    | Titan-Blau Metallic | Race-Blau Metallic | Velvet-Rot Premium-Metallic |
| Moon-Weiß Perleffekt      | Black-Magic Perleffekt |                     |                    |                             |

## Technik und Motorisierung
Wie andere seit 2012 erschienene Modelle des Volkswagenkonzerns mit quer eingebautem Motor, so zum Beispiel auch der Audi A1 (2018), steht der Scala auf der Plattform „Modularer Querbaukasten“ (MQB A0), allerdings in der längstmöglichen Variante. Škoda nennt als cw-Wert 0,29.
Die Räder vorne sind einzeln an MacPherson-Federbeinen und Dreiecksquerlenkern aufgehängt. Hinten ist eine Verbundlenkerachse eingebaut. Je nach Ausstattungsvariante können die Dämpfer mit einem Schalter in zwei Modi (Normal und Sport) verstellt werden. Das System nennt Škoda Sport Chassis Control und ist auch unter dem Begriff adaptives Fahrwerk bekannt, hierbei ist das Fahrwerk um 15 mm niedriger im Vergleich zur Standardvariante. Die Elektronik verringert beim Sportmodus über ein Ventil den Ölfluss im Stoßdämpfer, damit das Fahrwerk härter, sprich subjektiv „sportlich“, auf Fahrmanöver reagiert. Im Normalmodus wird über einen größeren Querschnitt mehr Öldurchfluss zugelassen, so dass das Fahrwerk weicher, also subjektiv komfortabler auf Fahrmanöver reagiert. Diese Einstellungen (Driving Mode Select) wirken sich auch auf die Zahnstangenlenkung aus, die mit  elektromechanischer Servounterstützung ausgestattet ist.

### Motorisierung
Basismotorisierung im Scala ist ein Dreizylinderottomotor (1.0 TSI) mit 70 kW (95 PS). Bei ihm wird das Drehmoment über ein 5-Gang-Getriebe auf die Vorderachse übertragen. Alle anderen Motorisierungen sind entweder mit einem 6-Gang-Getriebe oder einem 7-Gang-Doppelkupplungsgetriebe (DSG) ausgestattet. Weitere Motorisierung ist ein stärkerer 1.0 TSI mit 85 kW (115 PS). Motoren mit vier Zylindern sind der 1.5 TSI mit 110 kW (150 PS) und Zylinderabschaltung (vorerst mit 7-Gang-DSG, später mit 6-Gang-Handschaltung) sowie ein Diesel (1.6 TDI) mit 85 kW (115 PS) und 250 Nm.
Später folgte auf Basis des Dreizylindermotors eine Erdgasvariante (TGI bzw. G-Tec) mit 6-Gang-Schaltgetriebe. Dieser alternative Antrieb leistet 66 kW (90 PS). Rund 14 kg Erdgas (CNG) kann in die Gasflaschen getankt werden, zur Erhöhung der Reichweite ist die Erdgasvariante mit einem Tank für Superbenzin ausgerüstet.
Sämtliche Motoren entsprechen der Abgasnorm Euro 6d-TEMP. Die Abgase des 1.6-TDI-Dieselmotors werden über einen Dieselrußpartikelfilter, einen Oxidationskatalysator und einen selektiv reduzierenden Katalysator (SCR) gereinigt. Die für die selektive katalytische Reduktion notwendige Harnstofflösung AdBlue wird in einem 12-Liter-Tank mitgeführt. Die Emission von Partikeln bei den Ottomotoren wird mit Ottopartikelfiltern reduziert. Wie seit Jahrzehnten bei Kraftfahrzeugen mit Ottomotor üblich, wird die Abgasnachbehandlung auch hier mit einem Katalysator unterstützt.
Gemeinsam mit Abt Sportsline präsentierte Škoda im Februar 2021 das auf 500 Exemplare limitierte Sondermodell Edition S. Neben einer sportlicheren Optik erhält der 1.5 TSI auch mehr Leistung.

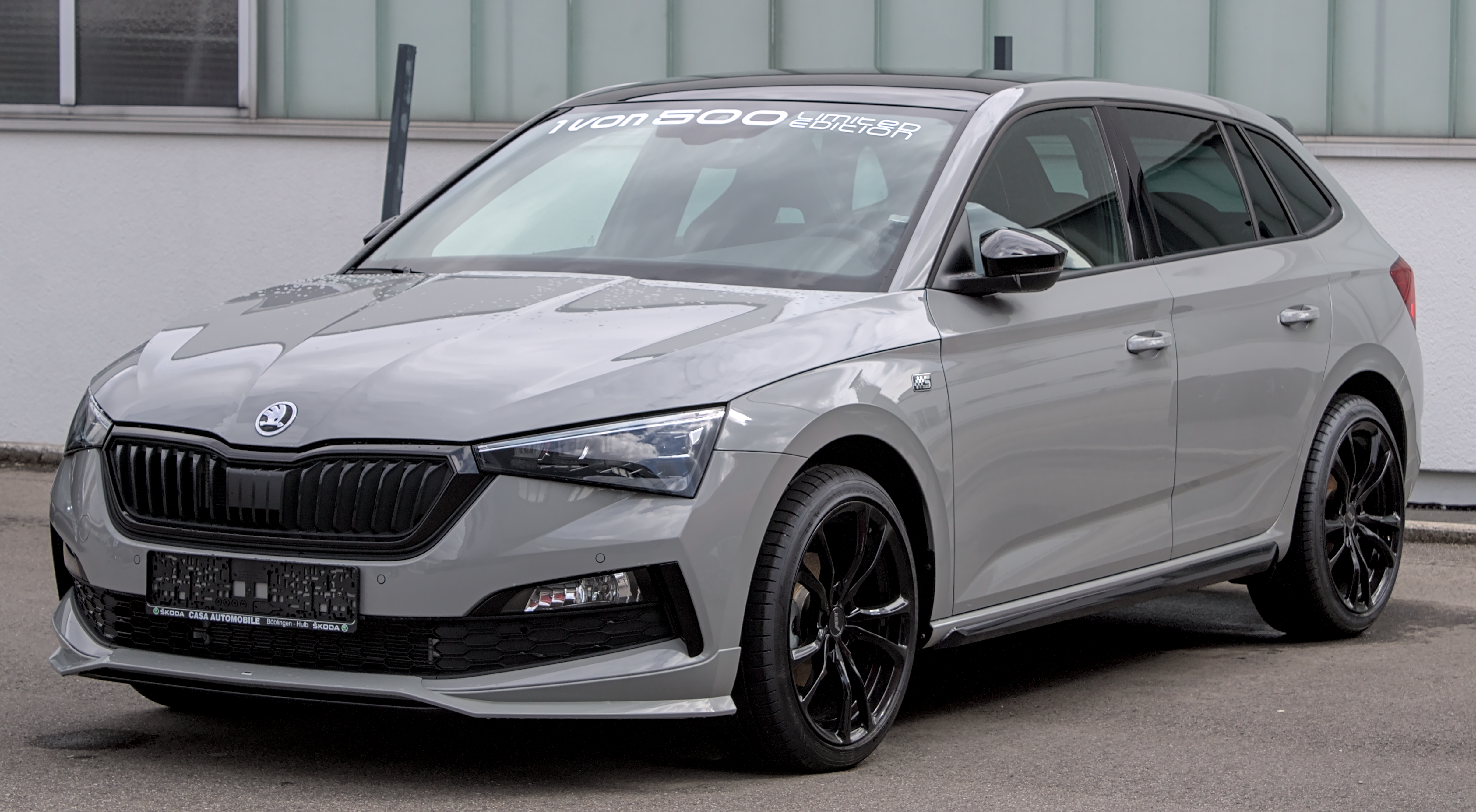
Škoda Scala Edition S (2021)
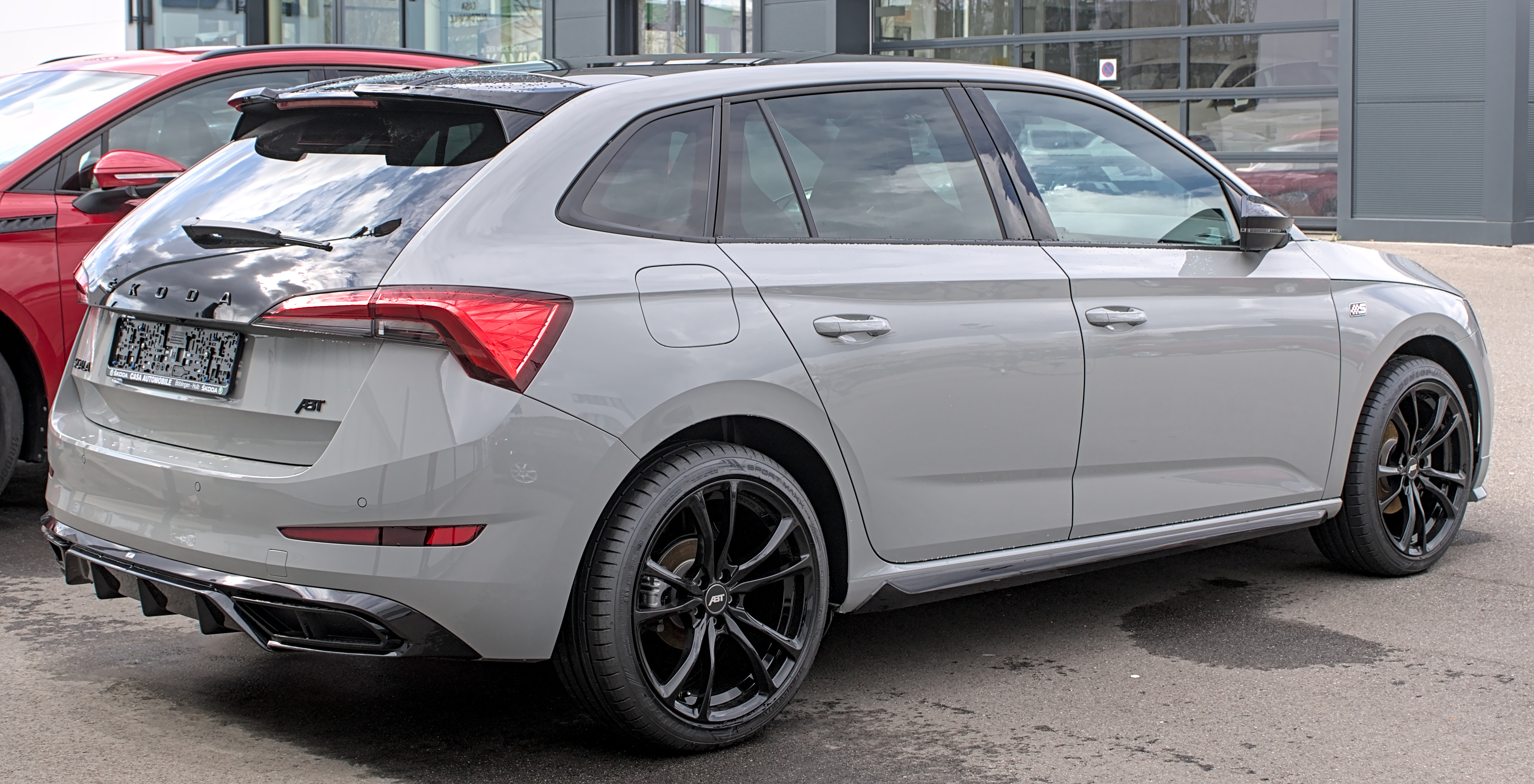
Heckansicht

#### Ottomotoren
|                                             | 1.0 G-Tec                                                | 1.0 G-Tec                                                | 1.0 TSI                                                  | 1.0 TSI                                                  | 1.0 TSI                                                  | 1.0 TSI                                                  | 1.0 TSI                                                  | 1.0 TSI                                                  | 1.5 TSI                                                  | 1.5 TSI                                                  | 1.5 TSI                                                  | 1.5 TSI Edition S (1)                                    |
| ------------------------------------------- | -------------------------------------------------------- | -------------------------------------------------------- | -------------------------------------------------------- | -------------------------------------------------------- | -------------------------------------------------------- | -------------------------------------------------------- | -------------------------------------------------------- | -------------------------------------------------------- | -------------------------------------------------------- | -------------------------------------------------------- | -------------------------------------------------------- | -------------------------------------------------------- |
| Bauzeitraum                                 | 01/2020–11/2020                                          | 11/2020–08/2022                                          | 07/2019–11/2020                                          | 11/2020–01/2024                                          | seit 01/2024                                             | 11/2020–04/2023                                          | 01/2019–11/2020                                          | seit 01/2024                                             | 01/2019–11/2020                                          | 11/2020–01/2024                                          | seit 01/2024                                             | 02/2021–09/2021                                          |
| Motorbauart und Zylinderanzahl              | R3-Ottomotor mit Turbolader und Benzindirekteinspritzung | R3-Ottomotor mit Turbolader und Benzindirekteinspritzung | R3-Ottomotor mit Turbolader und Benzindirekteinspritzung | R3-Ottomotor mit Turbolader und Benzindirekteinspritzung | R3-Ottomotor mit Turbolader und Benzindirekteinspritzung | R3-Ottomotor mit Turbolader und Benzindirekteinspritzung | R3-Ottomotor mit Turbolader und Benzindirekteinspritzung | R3-Ottomotor mit Turbolader und Benzindirekteinspritzung | R4-Ottomotor mit Turbolader und Benzindirekteinspritzung | R4-Ottomotor mit Turbolader und Benzindirekteinspritzung | R4-Ottomotor mit Turbolader und Benzindirekteinspritzung | R4-Ottomotor mit Turbolader und Benzindirekteinspritzung |
| Motorbaureihe                               | VW EA211                                                 | VW EA211 evo                                             | VW EA211                                                 | VW EA211 evo                                             | VW EA211 evo 2                                           | VW EA211 evo                                             | VW EA211                                                 | VW EA211 evo 2                                           | VW EA211 evo                                             | VW EA211 evo                                             | VW EA211 evo 2                                           | VW EA211 evo                                             |
| Hubraum                                     | 999 cm³                                                  | 999 cm³                                                  | 999 cm³                                                  | 999 cm³                                                  | 999 cm³                                                  | 999 cm³                                                  | 999 cm³                                                  | 999 cm³                                                  | 1498 cm³                                                 | 1498 cm³                                                 | 1498 cm³                                                 | 1498 cm³                                                 |
| Verdichtungsverhältnis                      | 10,5 : 1                                                 | 10,5 : 1                                                 | 10,5 : 1                                                 | 10,5 : 1                                                 | 10,5 : 1                                                 | 10,5 : 1                                                 | 10,5 : 1                                                 | 10,5 : 1                                                 | 10,5 : 1                                                 | 10,5 : 1                                                 | 10,5 : 1                                                 | 10,5 : 1                                                 |
| max. Leistung bei 1/min                     | 66 kW (90 PS)/ 4500–5800                                 | 66 kW (90 PS)/ 4000–5500                                 | 70 kW (95 PS)/ 5000–5500                                 | 70 kW (95 PS)/ 5000–5500                                 | 70 kW (95 PS)/ 5000–5500                                 | 81 kW (110 PS)/ 5500                                     | 85 kW (115 PS)/ 5000–5500                                | 85 kW (115 PS)/ 5000–5500                                | 110 kW (150 PS)/ 5000–6000                               | 110 kW (150 PS)/ 5000–6000                               | 110 kW (150 PS)/ 5000–6000                               | 140 kW (190 PS)/ 5800–6100                               |
| max. Drehmoment bei 1/min                   | 160 Nm/ 1800–3800                                        | 160 Nm/ 1800–3800                                        | 175 Nm/ 2000–3500                                        | 175 Nm/ 1600–3500                                        | 175 Nm/ 1600–3500                                        | 200 Nm/ 2000–3000                                        | 200 Nm/ 2000–3500                                        | 200 Nm/ 2000–3500                                        | 250 Nm/ 1500–3500                                        | 250 Nm/ 1500–3500                                        | 250 Nm/ 1500–3500                                        | 290 Nm/ 2250–3500                                        |
| Getriebe, serienmäßig                       | 6-Gang-Schaltgetriebe                                    | 6-Gang-Schaltgetriebe                                    | 5-Gang-Schaltgetriebe                                    | 5-Gang-Schaltgetriebe                                    | 5-Gang-Schaltgetriebe                                    | 6-Gang-Schaltgetriebe                                    | 6-Gang-Schaltgetriebe                                    | 6-Gang-Schaltgetriebe                                    | 6-Gang-Schaltgetriebe                                    | 6-Gang-Schaltgetriebe                                    | 6-Gang-Schaltgetriebe                                    | 6-Gang-Schaltgetriebe                                    |
| Getriebe, optional                          | –                                                        | –                                                        | –                                                        | –                                                        | –                                                        | (7-Gang-DSG)                                             | (7-Gang-DSG)                                             | (7-Gang-DSG)                                             | (7-Gang-DSG)                                             | (7-Gang-DSG)                                             | (7-Gang-DSG)                                             | –                                                        |
| Antriebsart                                 | Vorderradantrieb                                         | Vorderradantrieb                                         | Vorderradantrieb                                         | Vorderradantrieb                                         | Vorderradantrieb                                         | Vorderradantrieb                                         | Vorderradantrieb                                         | Vorderradantrieb                                         | Vorderradantrieb                                         | Vorderradantrieb                                         | Vorderradantrieb                                         | Vorderradantrieb                                         |
| Höchstgeschwindigkeit                       | 182 km/h                                                 | 182 km/h                                                 | 188 km/h                                                 | 190–194 km/h                                             | 192 km/h                                                 | 199–203 km/h (198–201 km/h)                              | 201 km/h (199 km/h)                                      | 202 km/h (202 km/h)                                      | 220 km/h (219 km/h)                                      | 220–224 km/h (219–222 km/h)                              | 221 km/h (220 km/h)                                      | 222 km/h                                                 |
| Beschleunigung, 0–100 km/h                  | 12,4 s                                                   | 12,4 s                                                   | 10,9 s                                                   | 10,9–11,0 s                                              | 10,8 s                                                   | 10,0–10,1 s (10,1–10,3 s)                                | 9,8 s (9,9 s)                                            | 9,5 s (10,1 s)                                           | 8,2 s (8,2 s)                                            | 8,2 s (8,2 s)                                            | 8,2 s (8,2 s)                                            | 8,0 s                                                    |
| Leergewicht                                 | 1310 kg                                                  | 1310 kg                                                  | 1192 kg                                                  | 1200 kg                                                  | 1199 kg                                                  | 1223 kg (1242 kg)                                        | 1209 kg (1229 kg)                                        | 1216 kg (1237 kg)                                        | 1243 kg (1265 kg)                                        | 1247 kg (1255 kg)                                        | 1259 kg (1271 kg)                                        | 1247 kg                                                  |
| Kraftstoffverbrauch auf 100 km (kombiniert) | 3,5 kg Erdgas                                            | 3,3–3,4 kg Erdgas                                        | 5,0 l Super                                              | 4,7 l Super                                              | 4,6–6,2 l Super                                          | 4,7–4,8 l Super (4,7–4,8 l Super)                        | 4,9–5,0 l Super (5,1 l Super)                            | 4,7–6,2 l Super (4,9–6,1 l Super)                        | 4,9 l Super (4,9–5,0 l Super)                            | 4,8–4,9 l Super (5,0–5,1 l Super)                        | 4,9–6,3 l Super (5,0–6,2 l Super)                        | 4,9 l Super                                              |
| CO2-Emission (kombiniert)                   | 95 g/km                                                  | 92–94 g/km                                               | 114 g/km                                                 | 106–108 g/km                                             | 104–140 g/km                                             | 107–109 g/km (108–109 g/km)                              | 111–113 g/km (116 g/km)                                  | 121–126 g/km (125–130 g/km)                              | 111 g/km (112–113 g/km)                                  | 110–112 g/km (115–116 g/km)                              | 111–143 g/km (112–141 g/km)                              | 112 g/m                                                  |
| Abgasnorm nach EU-Klassifikation            | Euro 6d-TEMP                                             | Euro 6d                                                  | Euro 6d-TEMP                                             | Euro 6d                                                  | Euro 6e                                                  | Euro 6d                                                  | Euro 6d-TEMP                                             | Euro 6e                                                  | Euro 6d-TEMP                                             | Euro 6d                                                  | Euro 6e                                                  | Euro 6d                                                  |
| Tankinhalt                                  | 9 l + 13,8 kg Erdgas                                     | 9 l + 13,8 kg Erdgas                                     | 50 l                                                     | 50 l                                                     | 50 l                                                     | 50 l                                                     | 50 l                                                     | 50 l                                                     | 50 l                                                     | 50 l                                                     | 50 l                                                     | 50 l                                                     |

#### Dieselmotoren
|                                             | 1.6 TDI                                                    |
| ------------------------------------------- | ---------------------------------------------------------- |
| Bauzeitraum                                 | 01/2019–12/2020                                            |
| Motorbauart und Zylinderanzahl              | R4-Dieselmotor mit Turbolader und Common-Rail-Einspritzung |
| Motorbaureihe                               | VW EA288                                                   |
| Hubraum                                     | 1598 cm³                                                   |
| Verdichtungsverhältnis                      | 16,2 : 1                                                   |
| max. Leistung bei 1/min                     | 85 kW (115 PS)/3250–4000                                   |
| max. Drehmoment bei 1/min                   | 250 Nm/1500–3250                                           |
| Getriebe, serienmäßig                       | 6-Gang-Schaltgetriebe                                      |
| Getriebe, optional                          | (7-Gang-DSG)                                               |
| Antriebsart                                 | Vorderradantrieb                                           |
| Höchstgeschwindigkeit                       | 201 km/h (200 km/h)                                        |
| Beschleunigung, 0–100 km/h                  | 10,1 s (10,3 s)                                            |
| Leergewicht                                 | 1324 kg (1339 kg)                                          |
| Kraftstoffverbrauch auf 100 km (kombiniert) | 4,1–4,2 l Diesel (4,1 l Diesel)                            |
| CO2-Emission (kombiniert)                   | 106–108 g/km (107–108 g/km)                                |
| Abgasnorm nach EU-Klassifikation            | Euro 6d-TEMP                                               |
| Tankinhalt                                  | 50 l                                                       |

## Zulassungszahlen in Deutschland
Seit dem Marktstart 2019 bis einschließlich Dezember 2024 sind in der Bundesrepublik Deutschland 53.375 Škoda Scala neu zugelassen worden. Mit 13.627 Einheiten war 2020 das erfolgreichste Verkaufsjahr.
| 8.087 \| \| |
|             |

|  |

| 1.982 \| \| |
|             |

|  |

| 8.087 \| \| |
|             |

|  |

| 1.982 \| \| |
|             |

|  |

| 11.234 \| \| |
|              |

|  |

| 2.393 \| \| |
|             |

|  |

| 11.234 \| \| |
|              |

|  |

| 2.393 \| \| |
|             |

|  |

| 7.070 \| \| |
|             |

|  |

| 253 \| \| |
|           |

|  |

| 7.070 \| \| |
|             |

|  |

| 253 \| \| |
|           |

|  |

| 6.005 \| \| |
|             |

|  |

| 6.005 \| \| |
|             |

|  |

| 7.342 \| \| |
|             |

|  |

| 7.342 \| \| |
|             |

|  |

| 9.009 \| \| |
|             |

|  |

| 9.009 \| \| |
|             |

|  |

| 8.087 \| \| |
|             |

|  |

| 1.982 \| \| |
|             |

|  |

| 8.087 \| \| |
|             |

|  |

| 1.982 \| \| |
|             |

|  |

| 11.234 \| \| |
|              |

|  |

| 2.393 \| \| |
|             |

|  |

| 11.234 \| \| |
|              |

|  |

| 2.393 \| \| |
|             |

|  |

| 7.070 \| \| |
|             |

|  |

| 253 \| \| |
|           |

|  |

| 7.070 \| \| |
|             |

|  |

| 253 \| \| |
|           |

|  |

| 6.005 \| \| |
|             |

|  |

| 6.005 \| \| |
|             |

|  |

| 7.342 \| \| |
|             |

|  |

| 7.342 \| \| |
|             |

|  |

| 9.009 \| \| |
|             |

|  |

| 9.009 \| \| |
|             |

|  |

| 8.087 \| \| |
|             |

|  |

| 1.982 \| \| |
|             |

|  |

| 8.087 \| \| |
|             |

|  |

| 1.982 \| \| |
|             |

|  |

| 11.234 \| \| |
|              |

|  |

| 2.393 \| \| |
|             |

|  |

| 11.234 \| \| |
|              |

|  |

| 2.393 \| \| |
|             |

|  |

| 7.070 \| \| |
|             |

|  |

| 253 \| \| |
|           |

|  |

| 7.070 \| \| |
|             |

|  |

| 253 \| \| |
|           |

|  |

| 6.005 \| \| |
|             |

|  |

| 6.005 \| \| |
|             |

|  |

| 7.342 \| \| |
|             |

|  |

| 7.342 \| \| |
|             |

|  |

| 9.009 \| \| |
|             |

|  |

| 9.009 \| \| |
|             |

|  |

| 8.087 \| \| |
|             |

|  |

| 1.982 \| \| |
|             |

|  |

| 8.087 \| \| |
|             |

|  |

| 1.982 \| \| |
|             |

|  |

| 11.234 \| \| |
|              |

|  |

| 2.393 \| \| |
|             |

|  |

| 11.234 \| \| |
|              |

|  |

| 2.393 \| \| |
|             |

|  |

| 7.070 \| \| |
|             |

|  |

| 253 \| \| |
|           |

|  |

| 7.070 \| \| |
|             |

|  |

| 253 \| \| |
|           |

|  |

| 6.005 \| \| |
|             |

|  |

| 6.005 \| \| |
|             |

|  |

| 7.342 \| \| |
|             |

|  |

| 7.342 \| \| |
|             |

|  |

| 9.009 \| \| |
|             |

|  |

| 9.009 \| \| |
|             |

|  |

|  | Benziner (48.747) |

|  | Benziner (48.747) |

|  | Diesel (4.628) |

|  | Diesel (4.628) |